# Saku-Pekka Sahlgren
Saku-Pekka Sahlgren (Helsinki, 8 aprile 1992) è un ex calciatore finlandese, di ruolo portiere.

## Carriera

### Club
Ha giocato nella prima divisione finlandese ed in quella norvegese.

### Nazionale
Ha giocato nelle nazionali giovanili finlandesi Under-16, Under-17, Under-18 ed Under-19.
Il 10 agosto 2011 esordisce nelle qualificazioni al campionato europeo Under-21, in una partita vinta dalla sua nazionale per 1-0 contro i pari età della Slovenia. In seguito, sempre nelle qualificazioni, parte titolare in altre tre occasioni, una contro Malta e due contro la Svezia, per un totale di 8 presenze e 12 gol subiti.

## Palmarès

### Club

#### Competizioni nazionali
- Campionato finlandese: 1

HJK: 2014
- Coppa di Finlandia: 1

HJK: 2014